# SHARK
In Crittologia, SHARK è un algoritmo di cifratura a blocchi identificato come il predecessore del Rijndael, più conosciuto come l'Advanced Encryption Standard.
SHARK cifra blocchi di 64 bit con una chiave di 128 bit. Effettua sei round (passaggi) in una rete a sostituzione e permutazione alternata con un blocco che provvede a effettuare una trasformazione lineare e non lineare. La trasformazione lineare è derivata dal codice di correzione d'errore Reed-Solomon utilizzato perché garantisce un'elevata diffusione. La trasformazione non lineare è fornita da un S-box a 8 bit basata sulla funzione F(x) = x-1 definita sui campi finiti GF(28).
Cinque passaggi con una versione modificata di SHARK sono stati forzati da un attacco a interpolazione. (Jakobsen e Knudsen, 1997).